# 용진중학교
용진중학교(龍進中學校)는 대한민국 전북특별자치도 완주군 용진읍 상운리에 있는 공립 중학교이다.

## 학교 연혁
- 1969년 10월 4일 : 9학급 설립 인가
- 1970년 2월 21일 : 초대 교장 온세종 부임
- 1970년 3월 6일 : 개교
- 1980년 2월 27일 : 15학급 편성 인가
- 2006년 11월 24일 : 학교 개축공사 준공으로 현 교사로 이전
- 2019년 11월 5일 : 용진관(다목적 체육관) 준공
- 2021년 9월 1일 : 제19대 조영민 교장 부임
- 2024년 1월 8일 : 제52회 졸업(졸업생수 29명) 총 6,479명 배출
- 2024년 3월 4일 : 2024학년도 입학식(입학생 45명)

## 참고 자료
- 용진중학교 - 한국교육학술정보원 학교알리미